# Idioma alemán
El idioma alemán (en alemán: Deutsch /dɔɪ̯t͡ʃ/ⓘ) es una lengua germánica occidental hablada por unos 135 millones de personas, principalmente en Centroeuropa. Es el idioma oficial de Alemania, Austria, Suiza (junto con otros tres), Tirol del Sur (Italia) (junto con otros dos), la Comunidad Germanófona de Bélgica, Liechtenstein, Luxemburgo (junto con otros dos) y partes del Voivodato de Opole (Polonia) (cooficial).
Es el segundo idioma germánico más hablado, después del inglés y, dentro de la Unión Europea, tiene más hablantes nativos que cualquier otro: cerca de 75 millones. En cuanto a los idiomas más enseñados/aprendidos como lengua extranjera, se encuentra en el puesto tercero o cuarto, según cómo se interpreten los datos.
Los adjetivos utilizados en lengua española para referirse a un hablante de alemán son germanohablante, germanoparlante o germanófono/a. El alemán, como el español o el inglés, es un idioma pluricéntrico, con tres centros principales: Alemania, Austria y Suiza. 

## Distribución geográfica

### Europa
El alemán es oficial y es hablado principalmente en Alemania (donde es la lengua materna de más del 95 % de la población), Austria (89 %), Suiza (65 %), la mayor parte de Luxemburgo y en Liechtenstein, donde es el único idioma oficial.
Es también uno de los tres idiomas oficiales de Bélgica, junto con el flamenco y el francés. Sus hablantes se concentran en la Comunidad Germanófona de Bélgica, ubicada en el extremo oriental del país, la cual constituye el 1 % de la población.
El alemán es asimismo cooficial y primer idioma en toda la Provincia autónoma de Bolzano - Tirol del Sur en Italia.
Además, hay unas cuantas comunidades germanófonas menores en la República Checa, Eslovaquia, Polonia, Rumania, Rusia, Kazajistán, en algunos pueblos fronterizos en Jutlandia Meridional (Dinamarca), en algunas municipalidades del norte de Italia fuera del Tirol del Sur, en las regiones francesas de Alsacia y Lorena, donde, sin embargo, no se habla el alemán estándar, sino el dialecto alsaciano, que no goza de oficialidad, y en algunas ciudades de Hungría, entre ellas Sopron, cerca de la frontera con Austria. Las expulsiones que siguieron a la Segunda Guerra Mundial, así como la emigración masiva a Alemania en los años 80 y 90 han despoblado la mayoría de estas comunidades.

### Oceanía
En Australia, el estado de Australia del Sur recibió una gran ola de migrantes provenientes de Prusia. Debido al prolongado aislamiento de otros hablantes del alemán y al contacto con el inglés australiano, se ha desarrollado un dialecto único conocido como el alemán de Barossa, el cual es hablado en el valle de Barossa, cerca de Adelaida.
En 1899 España vendió sus territorios de Micronesia al Imperio alemán y esto hizo que el idioma alemán se convirtiera en la segunda lengua en Micronesia junto con el español. Estos territorios se conocen actualmente como Palaos, Estados Federados de Micronesia, Islas Marianas del Norte, Nauru e Islas Marshall.
Alemania tiene firmados memorándums de entendimiento para el estudio del idioma con su excolonia de Papúa Nueva Guinea. El antaño alemán colonial de Papúa Nueva Guinea dio origen a un criollo de influencia alemana, denominado coloquialmente Unserdeutsch (literalmente, ‘nuestro alemán’).

### África
El alemán es hablado por aproximadamente 30 000 personas como lengua materna en la antigua colonia alemana de Namibia. Hoy en día, el inglés es el único idioma oficial del país, pero el alemán es hablado por una importante cantidad de los alrededor de 30 000 namibios de ascendencia alemana (alrededor del 2 % de la población total del país) y por varios cientos de miles de personas que no son de ascendencia alemana como segunda o tercera lengua.
Aunque desde la década del 90 ya no disfruta del estatus de lengua oficial, el alemán está reconocido como idioma nacional por el gobierno y sigue siendo usado ampliamente, sobre todo en los ámbitos de negocios, turismo, educación, religión (con mayor notoriedad en la Iglesia Evangélica Luterana de Namibia).
Existen igualmente comunidades germanoparlantes en Sudáfrica, sobre todo en Wartburg. Pueden encontrarse pequeñas comunidades germanohablantes en las antiguas colonias alemanas de Togo. Alemania ha establecido convenios de cooperación para el estudio del idioma.

### Norteamérica
En los Estados Unidos, los estados de Dakota del Norte y de Dakota del Sur son los únicos en donde el alemán es el segundo idioma más hablado después del inglés (el segundo más hablado en otros estados es el español o el francés). Existen topónimos alemanes a lo largo de la región Medio Oeste del país: New Ulm y otras muchas ciudades en Minnesota; Bismarck (capital del estado de Dakota del Norte), Munich, Karlsruhe y Strasburg en Dakota del Norte; New Braunfels, Fredericksburg y Muenster en Texas; y Kiel, Berlin y Germantown en Wisconsin. Durante el xix la inmigración alemana fue muy importante, especialmente entre obreros en Chicago y otras ciudades (allí 9 de los 14 diarios obreros se editaban en alemán) y varios de los «héroes de Chicago» hablaban alemán y lo usaban en actos públicos.
En Canadá, según el censo de 2006, hay 622 650 hablantes de alemán, y en todo el país hay gente con antepasados alemanes. Las principales comunidades germanoparlantes se dan ante todo en Columbia Británica (118 035) y Ontario (230 330). Existe una gran y vibrante comunidad en la ciudad de Kitchener, Ontario, la cual en un momento determinado llegó a ser llamada Berlín.
En México, la Organización Alexander von Humboldt de la Ciudad de México cuenta con la mayor escuela de enseñanza de alemán fuera de Alemania.[cita requerida] En México existe un gran grupo menonita, establecido principalmente al norte del país. Los primeros que llegaron a México se trasladaron en familias completas y adquirieron grandes extensiones de tierra cultivable luego de que estallara la Primera Guerra Mundial. Actualmente, la comunidad menonita de Chihuahua conserva aún su idioma, el bajo alemán, una clase de dialecto del alemán tradicional que se enseña en las escuelas. Las autoridades mexicanas dieron su aprobación para que los menonitas reciban una educación distinta a la oficial, y todos los lunes se canta en alemán tradicional el himno nacional mexicano.

### América Latina
En Brasil las concentraciones más grandes de hablantes del alemán están en los estados de Río Grande del Sur, Santa Catarina, Paraná, São Paulo y Espírito Santo. Casi todos los habitantes de Pomerode, una municipalidad en el estado brasileño de Santa Catarina, hablan alemán.[cita requerida]
En Argentina la distribución del alemán es dispersa, pues se encuentran grandes colonias en distintas provincias, incluyendo la Capital de la República y la zona norte costera del Río de la Plata inmediatamente adyacente a ella (Olivos, San Isidro, San Fernando, Tigre), el sur de la provincia homónima, Córdoba (Villa General Belgrano), centro y sur de Santa Fe, Entre Ríos, Misiones, Corrientes, en las provincias patagónicas de Río Negro y Neuquén. En el sur del país hay comunidades con fuerte ascendencia alemana y suiza donde se hablan dialectos especiales con alrededor de 70 000 hablantes bilingües en la zona andina.
En la provincia de La Pampa se encuentran colonias menonitas que hablan tanto alemán como bajo alemán. En el caso de la Provincia de Entre Ríos hay varias aldeas alemanas, principalmente de alemanes del Volga, en el sur del departamento Paraná y el departamento Diamante. En estas aldeas, las personas, principalmente mayores de 40 años, son alemanes o descendientes de alemanes.
En Paraguay se distribuyen en los departamentos de Itapúa, Caaguazú, Guairá y en los asentamientos menonitas del Chaco paraguayo (Plautdietsch).
En Bolivia existen asentamientos menonitas que hablan alemán y el Plautdietsch, principalmente en el departamento de Santa Cruz.
En Chile el idioma alemán se habla aún en el sur, especialmente en la Región de Los Lagos. El alemán incluso tuvo 2 variantes, los dialectos Lagunen-deutsch y Chiloten-deutsch, surgidos y hablados en menor medida en la actualidad en varias ciudades, tales como Valdivia, Osorno, Puerto Montt, y en muchos pueblos y zonas rurales, como Puerto Varas y Frutillar.
En Perú, la inmigración alemana se concentró en los departamentos de Huánuco, Junín y Pasco y en las ciudades de Oxapampa, Tingo María, Tarapoto y Moyobamba. [cita requerida]
En Venezuela es hablado aún por unas 1500 personas en la Colonia Tovar, que utilizan la variante dialectal del alemán coloniero.

## Aspectos históricos

Distribución del alemán en Europa en el período comprendido entre 1897 y 1910.

El moderno alemán estándar es una lengua germánica occidental descendiente sobre todo del conjunto de variedades habladas durante la Edad Media en el centro y sur de Alemania, conocidas como alto alemán. Los textos en alto alemán se dividen convencionalmente en tres períodos:
- Alto alemán antiguo entre el siglo viii y 1050.
- Alto alemán medio entre 1050 y 1350.
- Alto alemán moderno de 1350 en adelante, distinguiéndose a veces entre el alto alemán moderno temprano (1350-1650) y el alto alemán moderno (propiamente dicho). Nótese que este alto alemán moderno suele dividirse entre alto alemán central y alto alemán superior.

El alemán estándar moderno es una forma basada principalmente en el alto alemán temprano, aunque la pronunciación se vio influida por la forma en que los hablantes del norte de Alemania, que en su mayoría hablaban bajo alemán, adoptaron para pronunciar el estándar escrito.

### Estandarización de la lengua
Históricamente, el momento en el que una lengua inicia su estandarización es crucial para su uso como lengua oficial. Antes del siglo xv, cada región usaba casi exclusivamente su variedad regional. En el norte de la actual Alemania, hasta el siglo xvi la lengua de prestigio era el bajo alemán (un grupo de variedades hermanas que dieron lugar al alto alemán superior, que está en la base de la lengua estándar). A partir de los siglos xv y xvi, la documentación oficial dejó de redactarse predominantemente en latín y comenzó a surgir en la región que ocupaba el alemán central oriental un intento de usar un alemán que representara un compromiso entre variedades regionales. Es entonces cuando se empezó a formar un consenso entre autoridades y hablantes para determinar cómo sería escrito y hablado, aunque ello no impidiera que existiesen variaciones regionales. A partir de ese consenso, la lengua estándar comenzó a ser vista como una variedad de prestigio y se tomaron medidas para regular la manera en que se enseñaría como lengua vehicular principal de la enseñanza, así como segunda lengua o lengua extranjera. Los escritos legales en alemán central oriental y la Biblia de Lutero (1522-34) son el punto de partida para la formación de la lengua estándar alemana moderna. Sobre este asunto se ha dicho:

Con su traducción de la Biblia al alemán, y pese a no haber sido la primera, Lutero se hizo digno merecedor de un reconocimiento que hoy perdura con relación al enriquecimiento y normalización del alemán (de lo que hoy se conoce como nuevo alto alemán, para ser más exactos). Algo que queda remarcado por el hecho de que, en su traducción, Lutero no escoge el vocabulario teniendo presente su propio dialecto (el alemán centro-oriental), sino el que por aquel entonces estaba más extendido en los territorios alemanes. Con ello, Lutero hizo del idioma una cuestión nacional. El alemán no era ya un idioma más, sino el idioma nacional.

Esta estandarización de la lengua consiste en escoger reglas de entre formas regionales alternativas. En su caso, no fue hasta mediados del siglo xviii cuando se puede dar por establecido un estándar escrito más o menos definitivo, y durante el siglo xix se fijaría también la pronunciación estándar. Si bien la unificación prusiana y su Unión Aduanera (Zollverein) fue un impulso a la lengua estándar, en el territorio prusiano la lengua dominante originalmente era el bajo alemán, aunque en la educación se promovió el incipiente estándar basado en el alto alemán. Este alemán estándar no se aceptó como lengua oficial hasta 1902, cuando la Segunda Conferencia Ortográfica fijó las primeras reglas para el alemán estándar. En paralelo, las lenguas regionales siguieron siendo usadas hasta el día de hoy, especialmente en asuntos informales y siempre entre personas de la misma región.
La ortografía alemana está regulada por el Consejo de Ortografía Alemana, en alemán Rat für deutsche Rechtschreibung.

## Aspectos culturales y dialectales

### Lengua estándar

El idioma alemán en la Unión Europea

Aunque se usa el término alemán para referirnos al idioma escrito y la lengua estándar, en el terreno hablado existen numerosas variedades lingüísticas con un desarrollo lingüístico autónomo. El alemán estándar, conocido como Hochdeutsch (alto alemán), no se originó a partir de un dialecto concreto, sino que se creó a partir de los diversos dialectos, sobre todo los centrales y sureños, como lengua escrita. Ya desde el siglo xv esta permitía la comunicación entre los mismos, pero a la hora de hablar no existía un patrón unificado. La creación de una pronunciación estándar se hizo necesaria por el aumento en importancia del teatro en el siglo xix, que llevó a los responsables de las compañías a encontrar una forma de recitar única que fuera entendible en todo el territorio. Así se creó el Bühnendeutsch o ‘alemán de escenario’, que al final se convirtió en la pronunciación estándar del alemán, aunque algunos de sus preceptos (como que -ig = /-iç/) no obedecen a razones lingüísticas, sino acústicas.[cita requerida]
Hoy día, en la mayor parte de las regiones del Norte de Alemania, la gente ha abandonado sus dialectos regionales (pertenecientes al bajo alemán) y de manera coloquial hablan principalmente alemán estándar; los casos más extremos son los del valle del Ruhr (lugar a donde acudieron inmigrantes de toda Alemania a lo largo del siglo XIX) y el sur del estado de Brandeburgo, en la llamada Sajonia prusiana, donde el dialecto ha desaparecido prácticamente. Esto no ocurre en el sur de Alemania, en Austria ni, especialmente, en Suiza; en este último país, el alemán estándar se habla mucho menos que en otros lugares, sobre todo con foráneos que no hablan dialecto. En ciertas regiones alemanas, y sobre todo en las grandes ciudades, una gran parte de la población solo habla la lengua estándar.
La lengua estándar tiene diferencias regionales, especialmente en vocabulario, aunque también en la pronunciación, mientras que la gramática es casi completamente igual. Estas diferencias son mucho menores que las que existen entre los dialectos locales. Sin embargo, el alemán se considera una lengua pluricéntrica, pues las variedades de los tres mayores países germanohablantes son consideradas estándar de igual modo.

### Dialectos

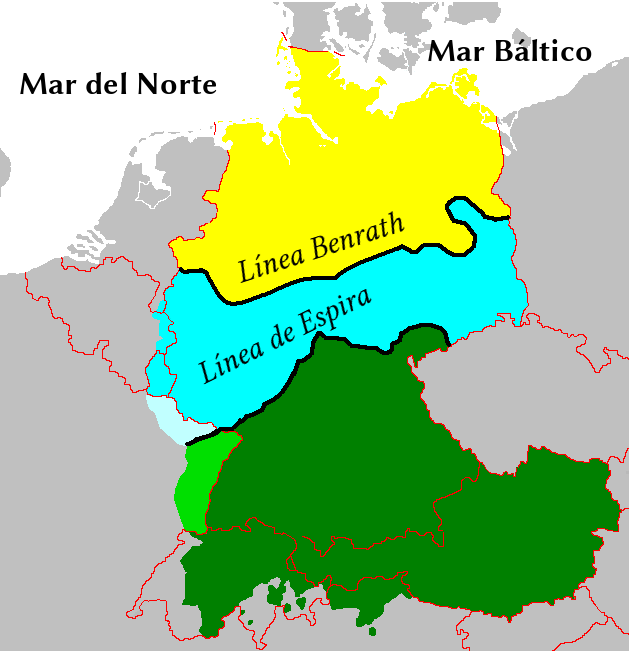
Mapa dialectal del alemán: La línea de Benrath separa el área dialectal del bajo alemán (amarillo) del área de transición al alto alemán (azul). La línea de Espira separa esta área de transición (azul) del área dialectal del alto alemán (verde)

Junto a la lengua estándar coexisten innumerables variedades regionales que forman un continuum que se extiende por toda la Teutonia, es decir, aquellos territorios del área germánica occidental que tienen como lengua oficial el neerlandés, el alto alemán y el luxemburgués. Las variaciones entre los distintos dialectos regionales son considerables, pues los dialectos altoalemanes y los bajoalemanes no son mutuamente inteligibles; asimismo, los dialectos alemanes no suelen ser entendidos por alguien que solo conoce el alemán estándar.
Se pueden dividir los dialectos entre los del «bajo alemán» y los del «alto alemán». La separación entre ambas zonas viene dada por la llamada línea de Benrath, la cual separa las zonas que sufrieron la segunda mutación consonántica germánica de las que no la sufrieron. Esa mutación se produjo alrededor del año 500 d. C. en los pueblos al sur de esta línea; los dialectos de estos pueblos han dado lugar al alto alemán actual. Los dialectos de los pueblos al norte de esta línea han dado lugar al inglés, el neerlandés, el frisón y los dialectos del bajo alemán.
Otra segunda línea destacable es la línea de Espira, marcada por el río Meno, al sur de la cual la segunda mutación se da totalmente (alto alemán u Oberdeutsch), y al norte solo parcialmente (alemán central o Mitteldeutsch, de los cuales se deriva el alemán estándar). Un ejemplo de las variaciones fonéticas se ve a continuación:
| Palabra del bajo alemán | Palabra del alto alemán | Significado       |
| ----------------------- | ----------------------- | ----------------- |
| ik                      | ich                     | yo                |
| maken                   | machen                  | hacer             |
| Dorp                    | Dorf                    | pueblo            |
| tussen                  | zwischen                | entre             |
| op                      | auf                     | encima de, en, de |
| Korf                    | Korb                    | cesta             |
| dat                     | das                     | eso               |
| Appel                   | Apfel                   | manzana           |

El grupo alto/medio alemán se subdivide en los dialectos siguientes:

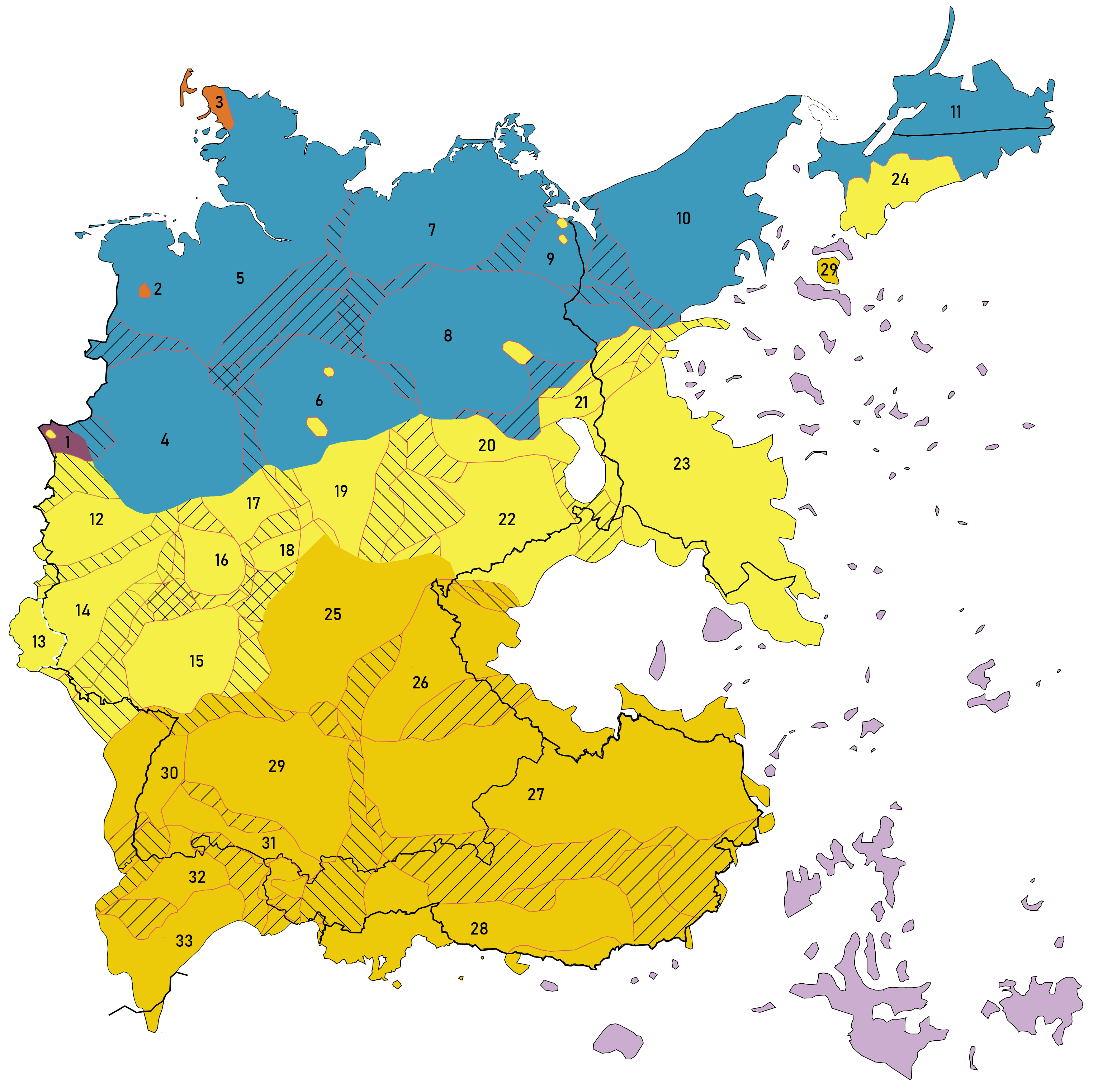
Dialectos del alemán desde 1900
Antigua zona lingüística del alemán. Extinta desde 1945/50.

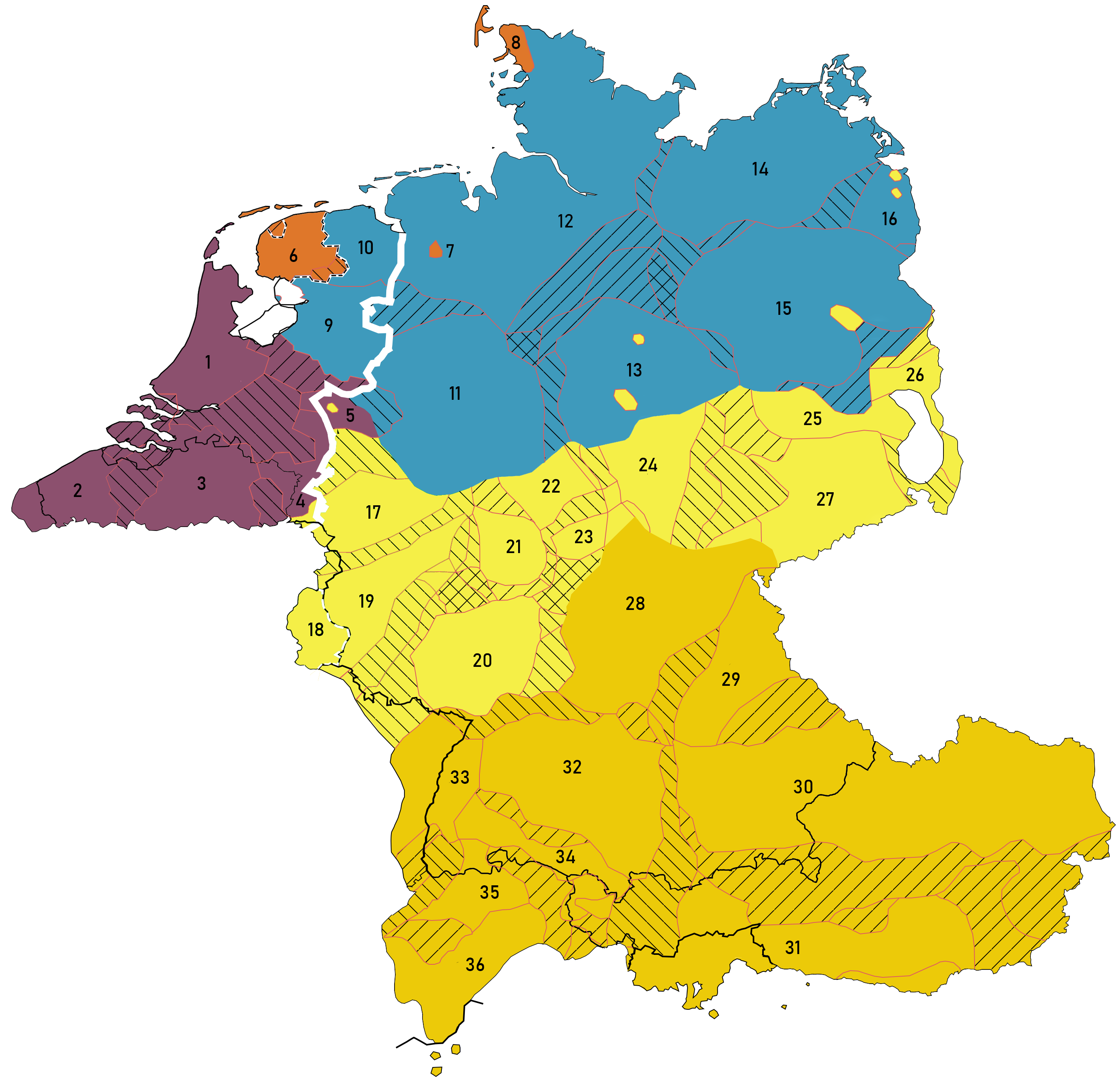
Zona lingüística del alemán y el neerlandés, con los siguientes grupos dialectales:
Bajo alemán
Alemán central
Alto alemán
Bajo fráncico
Frisón

- Bávaro (Bairisch) o austrobávaro (Bairisch-Österreichisch), que se extiende por el territorio de la Baviera Antigua, la mayor parte de Austria (con la excepción del Vorarlberg), así como la región italiana del Tirol Meridional (Südtirol/Alto Adigio). Se caracteriza, entre otros rasgos, por la asimilación del grupo ei (/ai/), dando como resultado el sonido /a:/ (Stein > Staan), así como por la presencia del pronombre personal enk (2.ª persona del plural), que fue adoptado con posterioridad por el yidis. Pero entre los subdialectos bávaros también se pueden encontrar grandes diferencias; por ejemplo, con el erizo (alemán: Igel) existen casi todas las pronunciaciones entre Ü:gü e Igl.
  - bávaro septentrional (Nordbairisch)
  - bávaro central (Mittelbairisch)
  - bávaro meridional (Südbairisch)
- Fráncico renano (Rheinfränkisch), considerado como un área de transición entre el alto y el bajo alemán y donde existe una gran dispersión de isoglosas.
- Nordhessisch (hessiano septentrional)
- Mittelhessisch (hessiano central)
- Osthessisch (hessiano oriental)
- Mittelfränkisch
  - Fráncico ripuario (Ripuarisch)
  - Fráncico del Mosela (Moselfränkisch), hablado en el sur de Renania (Tréveris) y en Luxemburgo. Base de la lengua estándar luxemburguesa.
- Fráncico oriental (Ostfränkisch), hablado en Franconia (zona septentrional de Baviera). Su dominio lingüístico comprende las ciudades de Wurzburgo, Núremberg y Bayreuth. Es la lengua que empleó Hans Sachs en su obra y en el siglo XVI era muy próxima lingüísticamente a los dialectos de la Alta Sajonia.
- El alto sajón (Obersächsisch), que se habla fundamentalmente en el estado de Sajonia, así como en el sur de Brandeburgo. Aunque hoy está considerado como un dialecto cómico, en el siglo XVIII era considerado como el paradigma del alemán estándar. La lengua de la cancillería de Leipzig la empleó Lutero en su traducción de la Biblia y es base del alemán normativo.
- Nordobersächsisch
- Thüringisch (turingio)
- Schlesisch (silesio)
- Hochpreußisch (alto prusiano)
- El alemán de Pensilvania es una variante del alemán, hablado por aproximadamente 225 000 personas en Norteamérica (más específicamente, en la provincia canadiense de Ontario y en los estados de Indiana, Ohio y Pensilvania).
- El Belgranodeutsch es un dialecto alemán que se habla en Buenos Aires, concretamente en el barrio de Belgrano y que todavía sobrevive hoy en día.
- El alemánico (Alemannisch im weiteren Sinne), hablado en casi todo Baden-Wurtemberg (con excepción de su franja septentrional), Alsacia, Suiza, la Suabia Bávara (con capital en Augsburgo), Liechtenstein y el Vorarlberg (el estado federado más occidental de Austria). Se trata de la lengua empleada por Wolfram von Eschenbach, Walther von der Vogelweide y otros trovadores medievales alemanes, así como por autores posteriores como Sebastian Brant (autor de la Nave de los Locos). Durante siglos persistió en este dominio lingüístico una variedad estándar propia, que fue sustituida gradualmente por el alemán moderno en los siglos XVII y XVIII.
  - Idioma suabo (Schwäbisch)
  - Alemán de Suiza
    - Alemán suizo de Argentina

  - Niederalemannisch (bajo alemánico)
  - Mittelalemannisch (alemánico central)
  - Hochalemannisch (alto alemánico)
  - Höchstalemannisch (alemánico superior).

Por su parte, el grupo bajo alemán se articula en las siguientes modalidades lingüísticas:
- Bajo sajón (Niedersächsisch) o bajo alemán (Plattdeutsch) propiamente dicho, que se habla en toda la zona septentrional de Alemania, así como en el nordeste de los Países Bajos.
  - Westfälisch (westfaliano)
  - Ostfälisch (ostfaliano)
  - Nordniederdeutsch (bajo alemán septentrional)
  - Mecklenburgisch-Vorpommersch (mecklemburgués-pomerano occidental)
  - Brandenburgisch (brandeburgués)
  - Ostpommersch (pomerano oriental)
  - Mittelpommersch (pomerano central)
  - Niederpreußisch (bajo prusiano)
- Bajo fráncico (Niederfränkisch), cuyo dominio lingüístico se extiende por casi todos los Países Bajos, Flandes, así como aquellas comarcas renanas (Cléveris, Emmerich) que lindan con dichos países. El dialecto de Holanda y Zelanda, el neerlandés, se convirtió en lengua estándar de estos territorios en el siglo XVII.

### El alemán suizo:Schwyzerdütsch
Los dialectos del alemán suizo presentan varias curiosidades: existen diversas modalidades dependiendo de la región geográfica, por ejemplo, el Züridütsch (alemán suizo de Zúrich), el Bärndütsch (de Berna), el Urnerdüütsch (de Uri), el Luzärnerdütsch (de Lucerna), el Baseldiitsch (de Basilea), el Sanggallerdüütsch (de San Galo) o el Wallisertiitsch (del Valais).
En todos estos casos se trata de dialectos hablados: su habla es dialectal, pero normalmente se escriben en alemán estándar, aunque también existe una tendencia minoritaria que intenta reflejar el habla dialectal en ediciones escritas (correo electrónico, SMS). El principal problema es la gran cantidad de variaciones dialectales, que en muchos casos difieren significativamente unas de las otras. Por ejemplo, los alemanes no entienden con facilidad el alemán suizo, pero los suizos, en cambio, entienden a los alemanes sin problema.

### Ejemplos de variaciones léxicas dialectales
Entre las variantes léxicas regionales que existen, algunas de las más conocidas son:
- Grüezi (en alemán suizo de Zürich o Züridütsch) > Hallo (en Hochdeutsch) ‘hola’ (si bien su origen es (ich) grüß(e) dich en alemán estándar que significa «yo te saludo»)
- Rüebli (en alemán suizo) > Karotte o Möhre (o Mohrrübe o Wurzel) (en Hochdeutsch) > Wuddel (en Niederdeutsch) ‘zanahoria’
- Merci vill mal (en alemán suizo) > Danke schön (en Hochdeutsch) ‘muchas gracias’
- schnufe (en alemán suizo) > atmen (en Hochdeutsch) ‘respirar’
- nai (en alemán suizo) > nö, nee (en lenguaje coloquial) > nein (en Hochdeutsch) ‘no’
- chli (en alemán suizo) > klein (en alemán estándar) > glõa (en dialecto bávaro) > lütt (en Niederdeutsch) ‘pequeño’
- Brötli|Weggli/Weggä (en alemán suizo) > Semmel (en dialecto bávaro) > Brötchen (en Hochdeutsch) ‘panecillo’
- Samschtig (en alemán suizo) > Samstag (en Hochdeutsch o alemán estándar) o Sonnabend (en el norte de Alemania) ‘sábado’
- Según la región, el otoño puede recibir los nombres Herbst, Spätjahr o Spätling, entre otros.

En algunos casos, los dialectos suizos difieren considerablemente los unos de los otros, tal y como se puede observar en el siguiente ejemplo:
es mödeli Ankä (en alemán suizo de Berna Bärndütsch)
e stückli Butter (en alemán suizo de Zürich züritüütsch)
ein Stück(chen) Butter (en Hochdeutsch)
‘un trocito de mantequilla’

### Ejemplos de variaciones morfológicas
- En alemán suizo emplean -li como sufijo diminutivo en lugar de -chen o -lein del alemán estándar.[23][24]

### Ejemplos de variaciones fonológicas
- En alemán de Zúrich se pronuncia una vibrante, al igual que los hispanoparlantes, cuando realiza el fonema correspondiente con la letra r.
- La secuencia ei que se pronuncia /ai/ en alemán estándar, se pronuncia /i:/ en alemán suizo.

## Descripción lingüística

### Evolución
El alemán es una lengua del grupo altogermánico; este forma parte de las lenguas germánicas, al igual que el inglés, el neerlandés o las lenguas escandinavas. Todas ellas forman a su vez parte de la familia indoeuropea de lenguas.
Mutaciones consonánticas del alemán
Las lenguas germánicas empezaron a diferir de las demás indoeuropeas del continente europeo al experimentar ciertos cambios en las consonantes (además de otros cambios):
- El primer cambio, llamado primera mutación consonántica, se habría producido antes del año 500 a. C (tal vez incluso hacia el 750 a. C.). En el protogermánico las consonantes indoeuropeas p, t y k se volvieron f, θ (como en la pronunciación en inglés de th) y h. Las consonantes indoeuropeas b, d y g se volvieron, respectivamente, p, t y k. Por ejemplo, tomando las consonantes del latín y del inglés (mostrando el cambio del protogermánico):

| Latín  | Proto- Germánico | Inglés | Alemán | GLOSA     |
| ------ | ---------------- | ------ | ------ | --------- |
| piscis | *fisx-           | fish   | Fisch  | 'pez'     |
| tres   | *þrejiz          | three  | Drei   | 'tres'    |
| decem  | *texn            | ten    | Zehn   | 'diez'    |
| genu   | *knē-            | knee   | Knie   | 'rodilla' |
Este primer cambio en las consonantes es lo que diferencia a las lenguas germánicas de todas las demás indoeuropeas. Esta variación es fundamental en la evolución del alemán, aunque no es suficiente aún para distinguirlo de las demás lenguas germánicas.
- Un segundo cambio en las consonantes, llamado segunda mutación consonántica, se dio antes del s. VII d. C. y tuvo un alcance más limitado al afectar solo a las lenguas altogermánicas. Ese cambio se esparció gradualmente desde las áreas montañosas del sur de Alemania y no afectó al norte de Alemania (donde se hablaban lenguas bajogermánicas). De hecho, al no alcanzar este cambio el norte, es posible encontrar dialectos de transición que no presentan este segundo cambio, o que lo reflejan parcialmente en algunos contextos. La explicación sencilla de esta variación consiste en que las consonantes germánicas t, p y k se convirtieron en z, pf y ch del alto alemán. Ejemplos:

| Proto- Germánico | Inglés | Alemán  | GLOSA              |
| ---------------- | ------ | ------- | ------------------ |
| *Tonþ-           | Tooth  | Zahn    | 'diente'           |
| ___              | Penny  | Pfennig | 'centavo, céntimo' |
| *Makan           | Make   | Machen  | 'hacer'            |
Evolución desde el alto alemán medio
En alto alemán moderno temprano se produjeron numerosos cambios tanto gramaticales como fonológicos que dieron al alemán estándar moderno algunas de sus características. En fonología las sílabas abiertas con vocal breve experimentaron un alargamiento o bien vocálico o bien consonántico:
[ligən] > ligen [liːgən]
[hamər] > hammer [hammər]
El sonido [ə] se perdió además en numerosos contextos fonéticos (en algunos dialectos mucho más que en otros), así legete > (er) legte ‘(él) puso’. Los diptongos del alto alemán medio ie, üe, uo se monoptongaron en /iː, üː, uː/ (en alemán central, aunque no en alemán superior, que mantiene dichos diptongos), así AAM. biegen > [biːgən] ‘doblar’, küene > kühn ‘atrevido, audaz’, ruofen > rufen ‘llamar’. Por otra parte, las vocales cerradas largas del alto alemán medio /iː, üː, uː/ se diptongaron en /ei, öu (eu), ou/ (nuevamente con diferencias dialectales) zīt > Zeit ‘tiempo’, [lüːtə] > Leute ‘gente’, hūs > Haus ‘casa’.

### Clasificación
El alemán pertenece a la rama occidental de la subfamilia germánica de la familia lingüística indoeuropea. Junto con el neerlandés, su pariente más próximo, forma una zona lingüística cohesionada y bien definida que se separa de sus vecinos por fronteras lingüísticas precisas. Estos vecinos son: en el norte, el frisón y el danés; por el este, el polaco, el sórabo, el checo, el húngaro y el croata; por el sur, el esloveno, el friulano, el ladino, el romanche, el lombardo y el italiano; y por el oeste, el neerlandés, el limburgués, el luxemburgués, el francés y el francoprovenzal. Excepto para el frisón, el neerlandés, el limburgués y el luxemburgués, ninguna de estas lenguas es germánica occidental; en consecuencia, son claramente distintas del alemán y del neerlandés. Ahora bien, a pesar de que el frisón es una lengua germánica, al igual que el alemán y el neerlandés, no se considera que sea mutuamente inteligible con ellos.
La situación es más compleja con respecto a la distinción entre alemán y neerlandés. Hasta hace poco ha existido un continuum dialectal a lo largo de toda el área germanohablante, sin fronteras lingüísticas. En ese continuum los dialectos siempre son mutuamente inteligibles con sus vecinos, pero los dialectos que están alejados no suelen serlo. El continuum alemán-neerlandés se presta a una clasificación de los dialectos en alto alemán y bajo alemán basándose en la presencia de la segunda mutación consonántica. El neerlandés es parte del grupo bajo alemán. Sin embargo, debido a la separación política entre Alemania y los Países Bajos, los dialectos del bajo alemán de Alemania y de los Países Bajos empezaron a evolucionar independientemente a lo largo del siglo XX. Además, en ambos países muchos dialectos están al borde de la extinción al haber sido reemplazados por la lengua estándar. Por eso está comenzando a formarse la frontera lingüística entre el neerlandés y el alemán.
Mientras que el alemán es gramaticalmente muy similar al neerlandés, es muy diferente en el diálogo. Un hablante de uno de los idiomas necesita algo de práctica para poder entender a un hablante del otro. Compárese, por ejemplo:
De kleinste kameleon is volwassen 2 cm groot, de grootste kan wel 80 cm worden. (neerlandés)
Das kleinste Chamäleon ist ausgewachsen 2 cm groß, das größte kann gut 80 cm werden. (alemán)
(«El camaleón adulto más pequeño mide 2 cm, el más grande bien puede alcanzar 80 cm.»)
Los hablantes monolingües de neerlandés generalmente pueden leer alemán, y los hablantes de alemán que pueden hablar bajo alemán generalmente entienden el neerlandés leído, pero tienen problemas para entender el neerlandés hablado.

### Fonología
El inventario de alófonos consonánticos del alto alemán estándar viene dado por:
|             | Bilabial | Labio- dental | Alveolar | Post- alveolar | Palatal | Velar | Uvular | Glotal |
| ----------- | -------- | ------------- | -------- | -------------- | ------- | ----- | ------ | ------ |
| Oclusiva    | p b      |               | t d      |                |         | k g   |        | ʔ¹     |
| Africada    | p͡f       |               | t͡s       | t͡ʃ d͡ʒ²         |         |       |        |        |
| Nasal       | m        |               | n        |                |         | ŋ5    |        |        |
| Fricativa   |          | f v6          | s z      | ʃ ʒ²           | ç³      | x³    | ʁ4     | h      |
| Aproximante |          |               |          |                | j       | w     |        |        |
| Líquida     |          |               | r4 l     |                |         |       | ʀ4     |        |
1. En los dialectos septentrionales, [ ʔ ] aparece antes de raíces con vocal inicial. Aparece como prótesis de vocales acentuadas, no constituye un fonema independiente, ya que es una marca opcional de límite de raíces sin valor fonológico distintivo.
2. [ d͡ʒ ] y [ ʒ ] aparecen solo en palabras de origen extranjero. En algunos dialectos se reemplazan por [ t͡ʃ ] y [ ʃ ], respectivamente.
3. [ ç ] y [ x ] se consideran tradicionalmente como alófonos después de vocales anteriores y posteriores, comoquiera que haya por lo mínimo una pareja, gracias a la composición. Para un análisis más detallado ver abajo en ich-Laut y ach-Laut. De acuerdo con algunos análisis, [ χ ] es un alófono de [ x ] después de [ a ] y [ aː ], y de acuerdo con algunos también después de [ ʊ ], [ ɔ ] y [ a͡ʊ ].
4. [ r ], [ ʁ ] y [ ʀ ] son alófonos libres entre sí. [ r ] se usa solamente en los dialectos meridionales. En la coda silábica, el alófono [ ɐ ] se usa en muchos dialectos, excepto en el suroeste.
5. Algunos fonólogos rechazan /ŋ/ y en vez de este usan /nɡ/, y/nk/ en vez de /ŋk/. La secuencia fonémica /nɡ/ se realiza como [ŋɡ] cuando /ɡ/ puede iniciar un comienzo válido de la siguiente sílaba cuyo núcleo es otra vocal átona /ə/, /ɪ/, o /ʊ/. Se convierte en [ŋ] de otra manera. Ejemplo:
  - dipthong /dɪftɔnɡ/ [dɪftɔŋ]: diphthongieren /dɪftɔnɡirən/ [dɪftɔŋɡiːʁn̩]
  - Englisch /ɛnɡlɪʃ/ [ɛŋlɪʃ]: Anglo /anɡlo/ [aŋɡlo]
  - Ganges /ɡanɡəs/ [ɡaŋəs] ~ /ɡanɡɛs/ [ɡaŋɡɛs]
6. [ ʋ ] se considera ocasionalmente como alófono de [ v ], especialmente en los dialectos meridionales del alemán.

### Sistema de escritura
El alemán se escribe usando el alfabeto latino. Además de las veintiséis letras básicas, posee tres vocales con Umlaut (mutación vocálica): ä, ö y ü. Quizá el rasgo más característico de la escritura del alemán sea la existencia del carácter ß, llamado Eszett o scharfes S (‘s picante o afilada’), que representa el fonema fricativo alveolar sordo [ s ] (AFI). Esta grafía, que no tiene ninguna relación con la beta griega, se introdujo en la época de la mecanografía, pero el carácter era en un principio una s (Es) larga (S larga) y z (Zett) minúscula con lazo descendente, según las convenciones de la caligrafía de la época. En Suiza no se utiliza y es sustituido por ss.
El alemán también se caracteriza por transcribir con la letra k las palabras que originalmente eran escritas con c, generalmente préstamos del latín, como se puede ver a continuación.
| Palabra en alemán | Palabra en latín | Significado |
| ----------------- | ---------------- | ----------- |
| Kalender          | calendarius      | calendario  |
| klar              | clarus           | claro       |
| Konzept           | conceptum        | concepto    |
| Kultur            | cultura          | cultura     |

Esta forma de transcripción se aplica incluso a nombres de países, como se puede ver en la siguiente tabla:
| Nombre del país en alemán | Nombre del país en español |
| ------------------------- | -------------------------- |
| Kanada                    | Canadá                     |
| Kolumbien                 | Colombia                   |
| Kuba                      | Cuba                       |
| Mexiko                    | México                     |

Como se puede ver en los ejemplos mostrados, el alemán tiene una característica casi única dentro de las lenguas del mundo: todos los sustantivos, tanto propios como comunes, se escriben con mayúscula inicial.
La escritura manuscrita tradicional se denominaba Kurrent. A comienzos del siglo XX se estableció una forma de escribir denominada Sütterlin, obligatoria en las escuelas hasta 1941, hoy en día en desuso.
En 1996 se reformó sustancialmente su ortografía, lo cual causó cierta polémica, a fin de disminuir el número de excepciones y hacer más lógicas las reglas.

### Gramática
El alemán es una lengua flexiva. La flexión no solo afecta al final de la palabra, sino también a su raíz, lo cual hace la declinación y la conjugación algo más complejas. Comparado con el inglés, tiene una estructura morfológica más intrincada a causa de la flexión nominal (véase declinación alemana) y la conjugación verbal, si bien su estructura gramatical no es realmente mucho más compleja que la de la mayoría de lenguas indoeuropeas con flexión nominal y verbal.
Sus ventajas a la hora del aprendizaje son:
- Tiene una estructura muy rígida, posicional. Por ejemplo, en la oración principal, el verbo siempre va en segundo lugar dentro de la oración, independientemente de que vaya precedido por el sujeto, un complemento o una oración subordinada completa; y si el sujeto no ocupa la primera posición, antes del verbo, se coloca en tercera posición, después del verbo.
- Se lee como se escribe, aunque sus sonidos o fonemas no sean exactamente iguales que los españoles. Una serie de reglas hacen que determinados grupos de letras tengan una pronunciación prefijada (como en español con "gue" y "güe"). Por ejemplo, "eu" y "äu" se pronuncian /oi/.
- Al ser una lengua aglutinante, presenta una gran facilidad para formar palabras compuestas, uniendo palabras más simples. Por ejemplo, "Tisch" significa ‘mesa’ y "Nacht", ‘noche’: la palabra compuesta "Nachttisch" es ‘mesita de noche’ (no confundir con "Nachtisch", "postre", donde "nach" significa "después de"). Al contrario que en español, no se necesitaría el uso de una preposición. La adición de palabras, por otra parte, no significa necesariamente la adición de significados.
- En comparación con palabras españolas cuyo significado y etimología muchas veces son difíciles de discernir, las alemanas se entienden más fácilmente, por ejemplo, en el ámbito de la medicina: rótula es "Kniescheibe" (disco de la rodilla), esternocleidomastoideo "Kopfnicker" (derivado de "mit dem Kopf nicken, hacer sí con la cabeza), lecho ungular "Nagelbett" (cama de la uña).

Sus desventajas (en el aprendizaje como "segunda" lengua):
- Es imprescindible aprender con cada palabra su género y su forma idiosincrática de plural. No obstante, existen reglas que ayudan a saber determinar el género de muchas palabras o el número, si bien hay una gran cantidad de sufijos que determinan la afiliación a un género u otro; por ejemplo, -keit, -heit, -ung son femeninos, -er, -ig son masculinos y -chen, -lein son neutros.
- El uso de la declinación es importante en alemán. En español queda solo un residuo, como las diferentes formas de los pronombres personales según la función sintáctica que representen (yo, me, mí, conmigo; tú, te, ti, contigo).

#### Flexión nominal
Los nombres alemanes se flexionan según:
- Tres tipos de la declinación (fuerte, débil o mixta).
- Tres géneros (masculino, femenino o neutro).
- Dos números (singular o plural).
- Cuatro casos (nominativo, genitivo, dativo y acusativo). El genitivo se usa poco en la lengua hablada, pues se suele sustituir por el dativo.

El género de una palabra es casi siempre predecible cuando se refiere a personas. Ej.: der Vater (‘el padre’) es masculino y die Mutter (‘la madre’) es femenino. Hay muy pocas excepciones de sustantivos neutros referidos a personas. Ej.: das Kind (el niño o la niña) es siempre de género neutro, al igual que das Mädchen (la muchacha; en este caso, la palabra es neutra por ser un diminutivo, indicado por la terminación chen)). No suele ser predecible cuando se refiere a objetos, animales o partes del cuerpo. Ej.: der Bleistift (el lápiz) es masculino, die Schere (la tijera) es femenino y das Notizbuch (la libreta) es neutro. De lo anterior se deducen los tres artículos en alemán según el género: der (masculino), die (femenino) y das (neutro), en el caso del singular. Para el plural se utiliza siempre die para los tres géneros del sustantivo.
Otra notable (pero no exclusiva) característica del alemán es la facilidad para construir palabras compuestas de complejidad teóricamente ilimitada. Por ello, a muchos inventos se les dan nombres compuestos de este tipo, en lugar de inventar palabras nuevas. Por ejemplo, "frigorífico" es Kühlschrank (literalmente, 'armario de enfriar'); televisor es Fernseher (literalmente, 'visor a distancia'); telescopio es Fernrohr (literalmente, 'tubo lejano'). Los objetos antiguos también siguen el mismo patrón, como Handschuh (guantes, literalmente 'zapatos de mano'). E incluso este patrón se aplica a la terminología médica y científica, por ejemplo Harnröhre (uretra, literalmente 'tubo de orina'), Harnstoff (urea, literalmente 'materia de orina'), Wasserstoff (hidrógeno, literalmente 'materia de agua') o Sauerstoff (oxígeno, literalmente 'materia ácida'). Algunas de estas palabras se introdujeron durante la época nacionalsocialista y han sido sustituidas posteriormente, como ocurre con "teléfono", que se llamaba Fernsprecher (literalmente "hablador de lejos") y hoy en día es Telefon.

#### Flexión verbal
Los verbos alemanes se flexionan según:
- El tipo de conjugación, débil, fuerte (con metafonía o supletismo), o mixta.
- Tres personas, primera, segunda o tercera.
- Dos números, singular o plural.
- Dos voces, activa o pasiva, existiendo dos tipos de pasiva, la de acción (dinámica) y la de estado (estática).
- Tres modos, indicativo, subjuntivo e imperativo.
- Existe la distinción aspectual, pero no está sistematizada.

El infinitivo de los verbos alemanes siempre termina en -n y casi siempre en -en, salvo algunos verbos como sein (‘ser/estar’) y tun (‘hacer’ en un sentido menos concreto, semejante al do del inglés). También hay un pequeño número de verbos cuyo infinitivo termina en "-ern", como "verbessern" (‘mejorar’) o "sich erinnern" (‘acordarse’).
El significado de los verbos puede ampliarse mediante diversos prefijos, de forma parecida a como ocurre en el español. El orden de la oración es ligeramente flexible, pero cuenta con algunos puntos fijos, como la posición inamovible del verbo conjugado dentro de la oración. Por ejemplo:
gehen 'andar' > vorgehen 'proceder'.
schreiben 'escribir' > ausschreiben 'anunciar', unterschreiben 'firmar'.
La mayor parte del vocabulario alemán es de origen germánico, aunque existe un importante número de préstamos del francés, del inglés (más recientemente) y, sobre todo, del latín. De hecho, cualquier palabra procedente del latín puede ser convertida en palabra alemana siguiendo unas reglas definidas, y el hablante que usa palabras construidas de esta forma partiendo del latín, suele ser considerado culto por los alemanes. Por ejemplo:
reagieren 'reaccionar' (del neolatín reagere)
akzeptieren 'aceptar' (del latín acceptāre)
frequentieren 'frecuentar' (del latín frequentāre)
triumphieren 'triunfar' (del latín triumphāre).

#### Sintaxis
El alemán, al igual que el neerlandés, es una lengua V2 (específicamente SC-V2-SOV); eso significa que existen restricciones importantes del orden de los verbos finitos (flexionados según tiempo) en las oraciones principales. Más concretamente, en alemán un verbo finito de la oración principal de una oración afirmativa debe aparecer en segunda posición, como en los ejemplos siguientes:
(1) Johann kaufte ein Buch
NProp comprar.PAS un libro
'Juan compró un libro'
(2) [Ein Buch] kaufte ich
un libro comprar.PAS 1.ªSG
'(yo) Compré un libro'
Obsérvese que, en ambos casos, en la segunda posición sintáctica aparece un verbo ("kaufte ich", aunque son dos palabras, forma un único sintagma). La situación es la misma para los auxiliares conjugados según tiempo gramatical, como se observa en estos otros ejemplos:
(3) Simone wird das lesen
NProp FUT esto leer
'Simone leerá esto'
(4) Heute habe ich deine Mutter gesehen
Hoy AUX-PAS 1.ªSG tu madre ver
'Hoy he visto a tu madre'
Obsérvese que aquí el elemento conjugado vuelve a aparecer en segunda posición, aunque el infinitivo lesen y el participio gesehen (que no tienen flexión de tiempo) permanecen en última posición.
Esto puede explicarse si se postula que el alemán, como en otras lenguas, posee dos categorías funcionales adicionales: el sintagma de tiempo, que debe estar ocupado obligatoriamente por el verbo o auxiliar con marcas de tiempo, y un sintagma complementante, que debe estar ocupado obligatoriamente. Para satisfacer las reglas anteriores, los verbos léxicos deben «desplazarse» hasta esas posiciones, por lo que dejan una huella sintáctica de movimiento. Además, en ese esquema puede afirmarse que el alemán tiene en su estructura profunda un orden SOV, como refleja el orden relativo usual con verbos no finitos, y las aparentes desviaciones de ese orden se explican por desplazamientos subsiguientes requeridos por el énfasis de elementos y las restricciones propias de una lengua V2.
El hecho de que el movimiento esté relacionado con el complementante se ve muy claramente cuando se analiza lo que sucede en las oraciones subordinadas, donde el verbo ya no puede «aparecer» en V2 por estar la posición ocupada ya por el complementante:
(5a) Ich las dieses Buch gestern.
Leí este libro ayer.
(5b) Ich sagte, dass ich gestern dieses Buch las.
He dicho que leí este libro ayer'
En estas oraciones las 'leí' aparece en segunda posición (V2) en la oración principal, pero en la subordinada las aparece al final porque la conjunción dass impide que "ascienda" hasta esa posición.

## Otras representaciones
Braille alemán

a
b
c
d
e
f
g
h
i
j
k
l
m
n
o
p
q
r
s
t
u
v
w
x
y
z
ç
é
à
è
ù
â
ê
î
ô
û
ë
ï
ü
ö